# Cornelis Bisschop
Pour les articles homonymes, voir Bisschop.
Cornelis Bisschop (12 février 1630, Dordrecht - 1674, Dordrecht) est un peintre néerlandais du siècle d'or. Il est connu pour ses peintures de portraits, de scènes de genre, de scènes allégoriques et de natures mortes. Il fut aussi un « bon graveur et un excellent dessinateur ». 

## Biographie
Cornelis Bisschop est né le 12 février 1630 à Dordrecht aux Pays-Bas.
Il étudie la peinture auprès de Ferdinand Bol à Amsterdam vers 1650. Il retourne vivre en 1653 à Dordrecht où il se marie. Il est le premier à peindre en trompe-l'œil le travail d'ébénisterie des panneaux de bois sculptés, qui rencontrent un grand succès. Alors qu'il reçoit une commande peinture de la Cour danoise, il meurt soudainement, et laisse en deuil sa femme et ses onze enfants. Deux de ses fils Abraham Bisschop (1660–1700) et Jacobus Bisschop (1658–1698) ainsi que trois de ses filles deviennent peintres. Il enseigne la peinture à ses enfants ainsi qu'à la peintre Margaretha van Godewijk avant sa mort soudaine.
Il meurt en 1674 à Dordrecht et y est enterré le 21 janvier.

## Œuvres dans les collections publiques

### Europe
- Allemagne
  - Intérieur avec veste sur une chaise, Gemäldegalerie, Berlin
  - Vieille femme dormant, Kunsthalle de Hambourg, Hambourg

- Belgique
  - Scène décorative, Museum Ridder Smidt van Gelder, Anvers
  - La lecture, Musée Oldmasters, Bruxelles

- France
  - Portrait de famille, Musée des Beaux-Arts d'Orléans, Orléans

- Italie
  - Charité romaine, Galerie nationale d'art antique, Rome

- Norvège
  - La couturière, Musée national de l'art, de l'architecture et du design, Oslo

- Pays-Bas
  - Peleuse de pomme[2], Rijksmuseum, Amsterdam
  - Allégorie sur le raid près de Chatham en 1667, avec un portrait de Cornelis de Witt[3], Rijksmuseum, Amsterdam
  - Autoportrait, 1668, Musée de Dordrecht, Dordrecht
  - Mercurius, Argus et Io, Musée de Dordrecht, Dordrecht
  - Conseil de guerre de onze compagnie de la milice de Dordrecht, Musée de Dordrecht, Dordrecht
  - Les Régents et Régentes du Heilige Sacraments Gasthuis, Musée de Dordrecht, Dordrecht
  - Enfant donnant de la nourriture à un chat[4], Musée Bredius, La Haye

- Pologne
  - Savant à son Étude, Musée national de Varsovie, Varsovie

### Amériques
- Canada
  - Le Concours entre Apollon et Pan, Agnes Etherington Art Centre, Queen's University, Kingston
  - Savant dans son étude, 1655, Agnes Etherington Art Centre, Queen's University, Kingston

- États-Unis
  - L'Artiste dans son studio, Detroit Institute of Arts, Detroit
  - Une jeune femme et un Cavalier, Metropolitan Museum of Art, New York
  - Bethsabée, Norton Simon Museum, Pasadena

## Galerie

Cornelis Bisschop
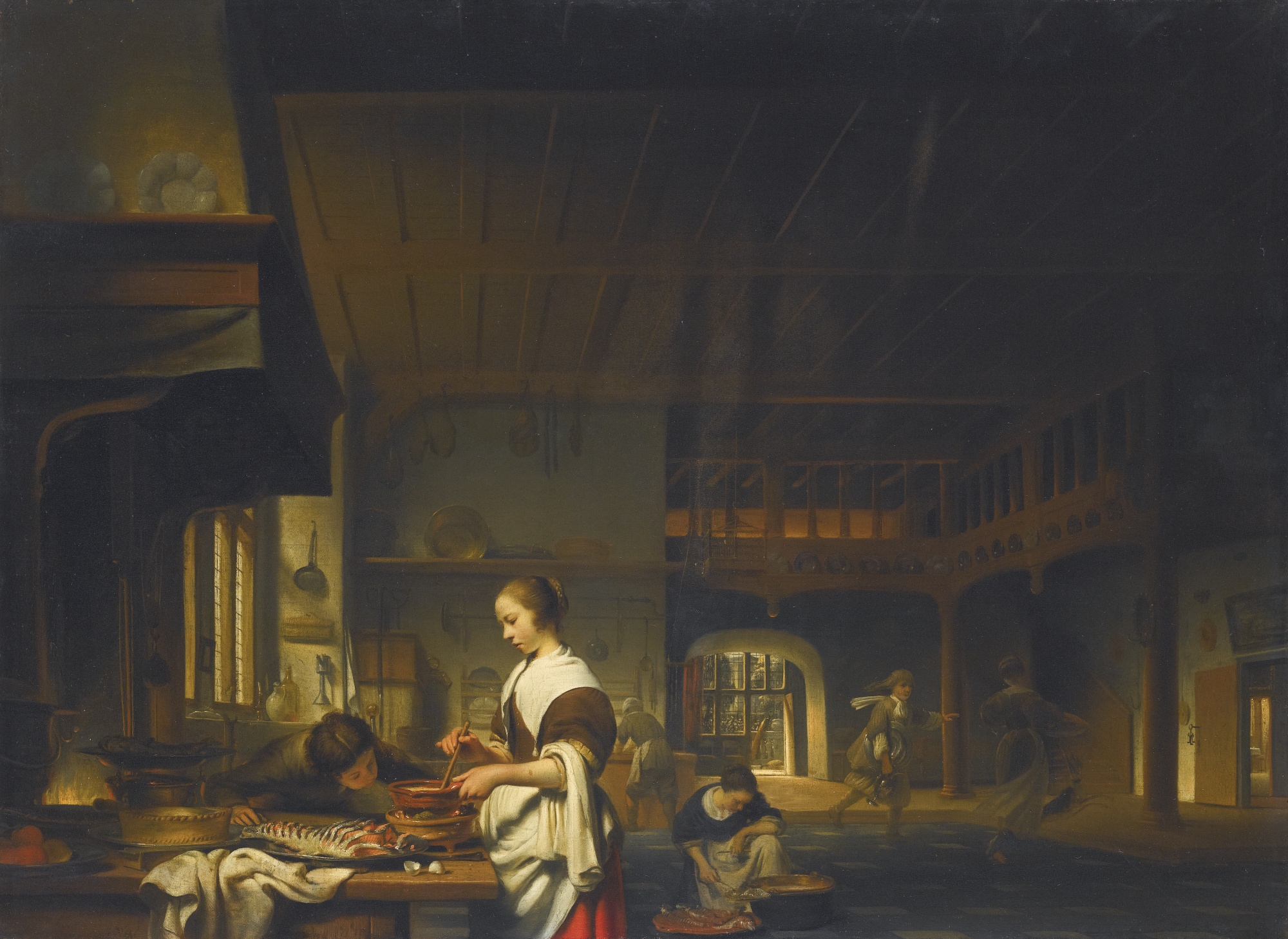
Intérieur de cuisine avec une femme cuisinant et un garçon soufflant sur les flammes
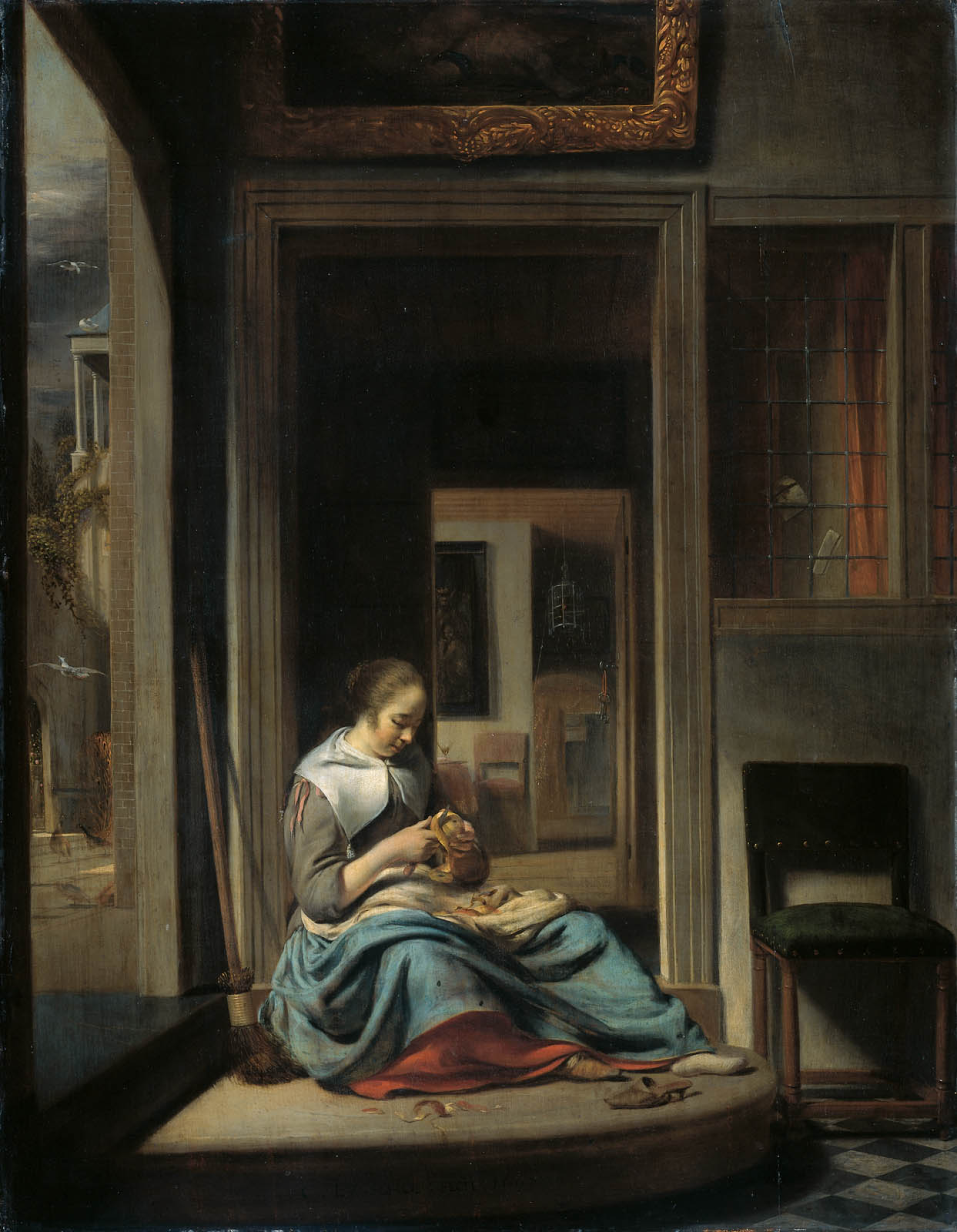
Peleuse de pomme 1667
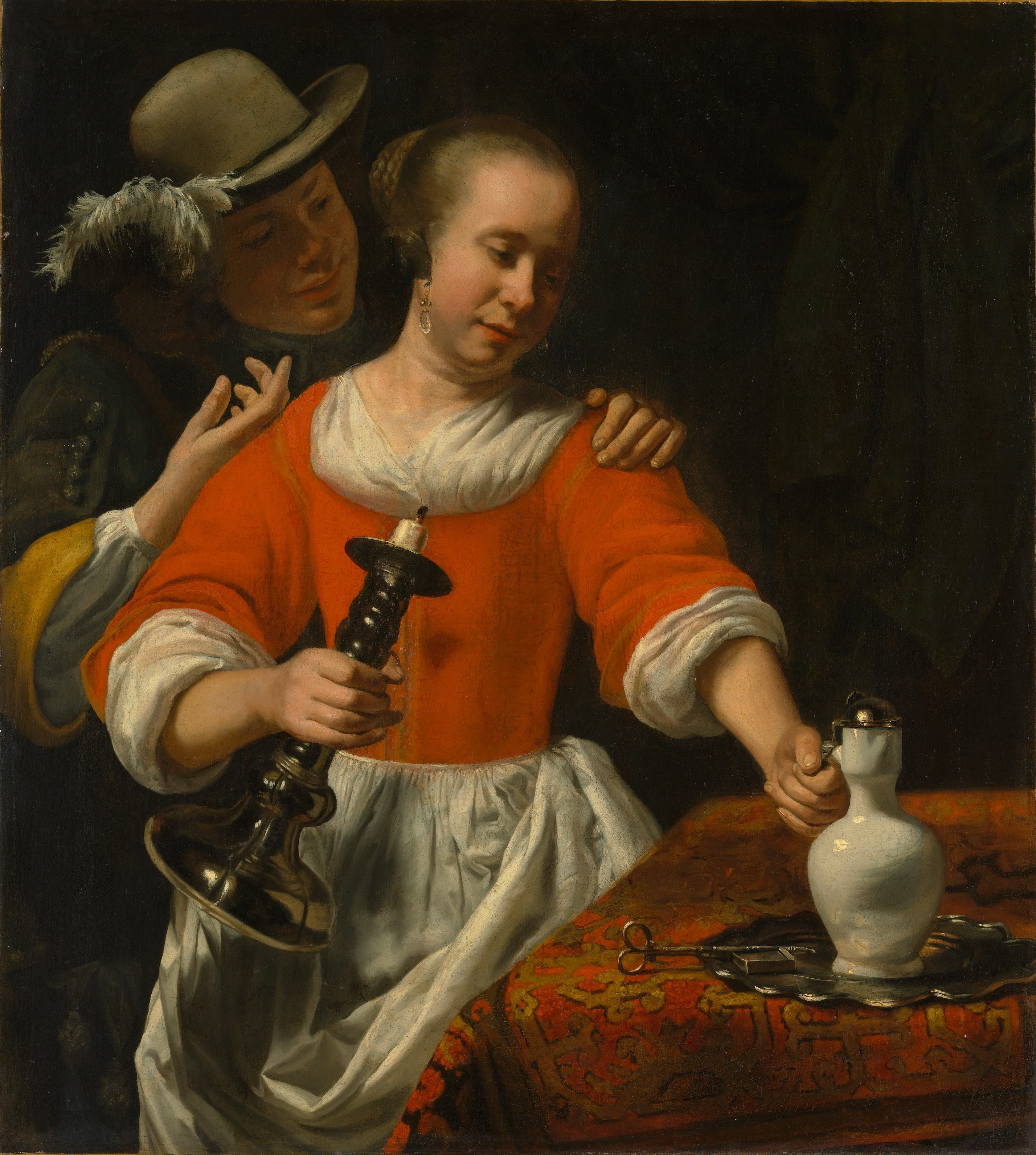
Une jeune femme et un Cavalier
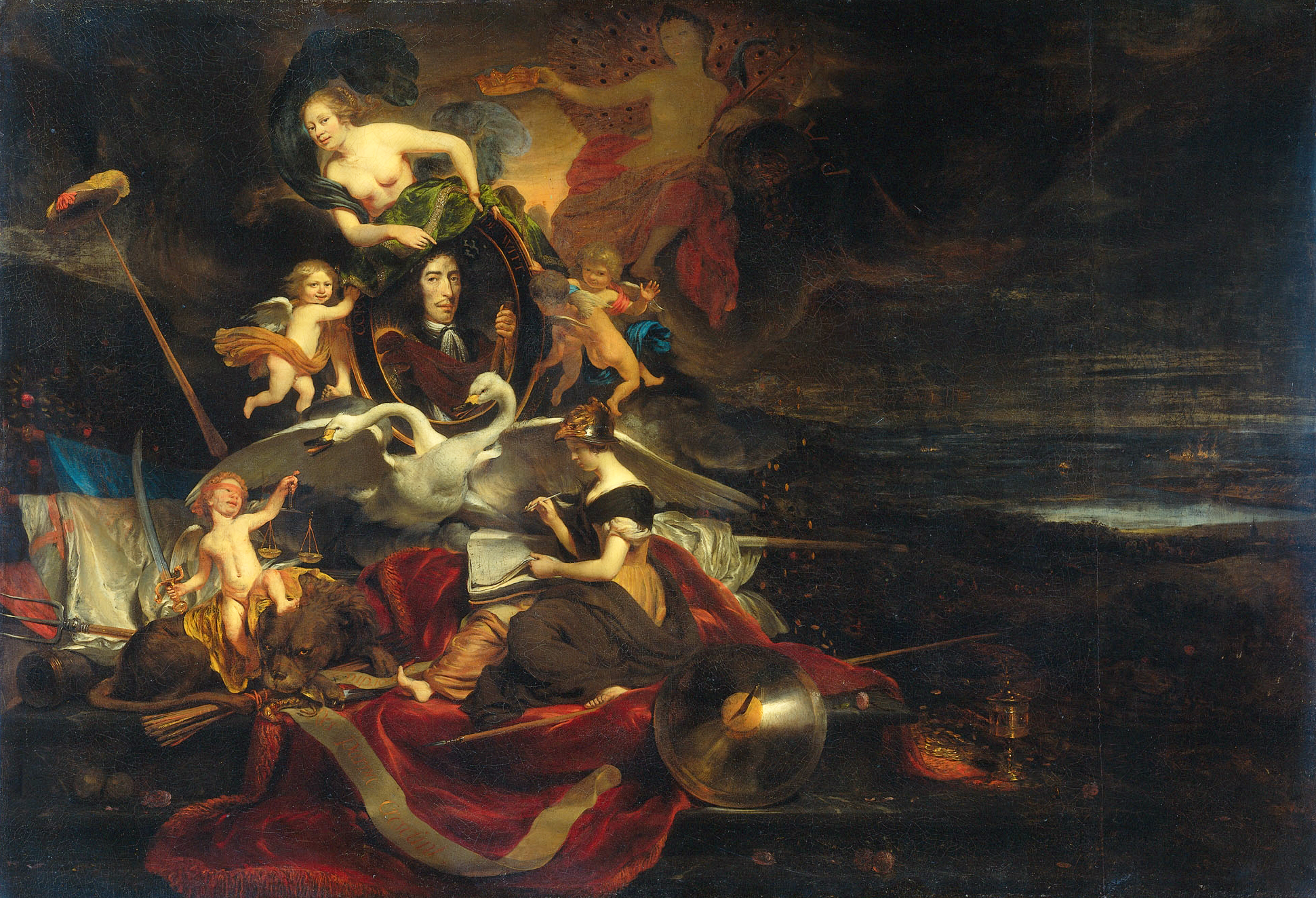
Allégorie sur le raid près de Chatham en 1667, avec un portrait de Cornelis de Witt
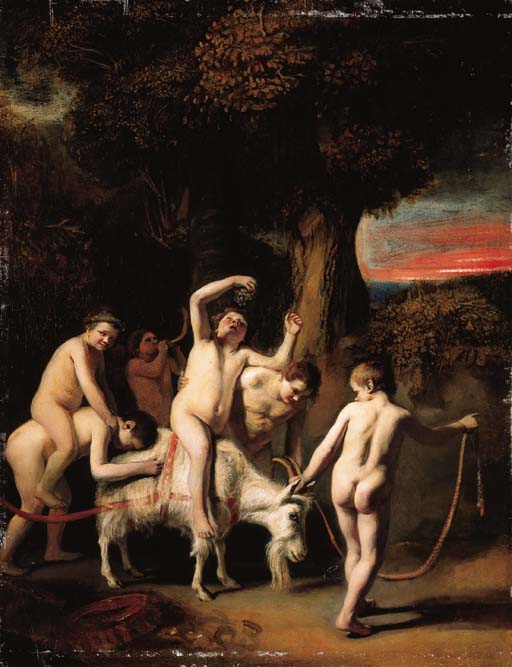
Bacchanale enfantine
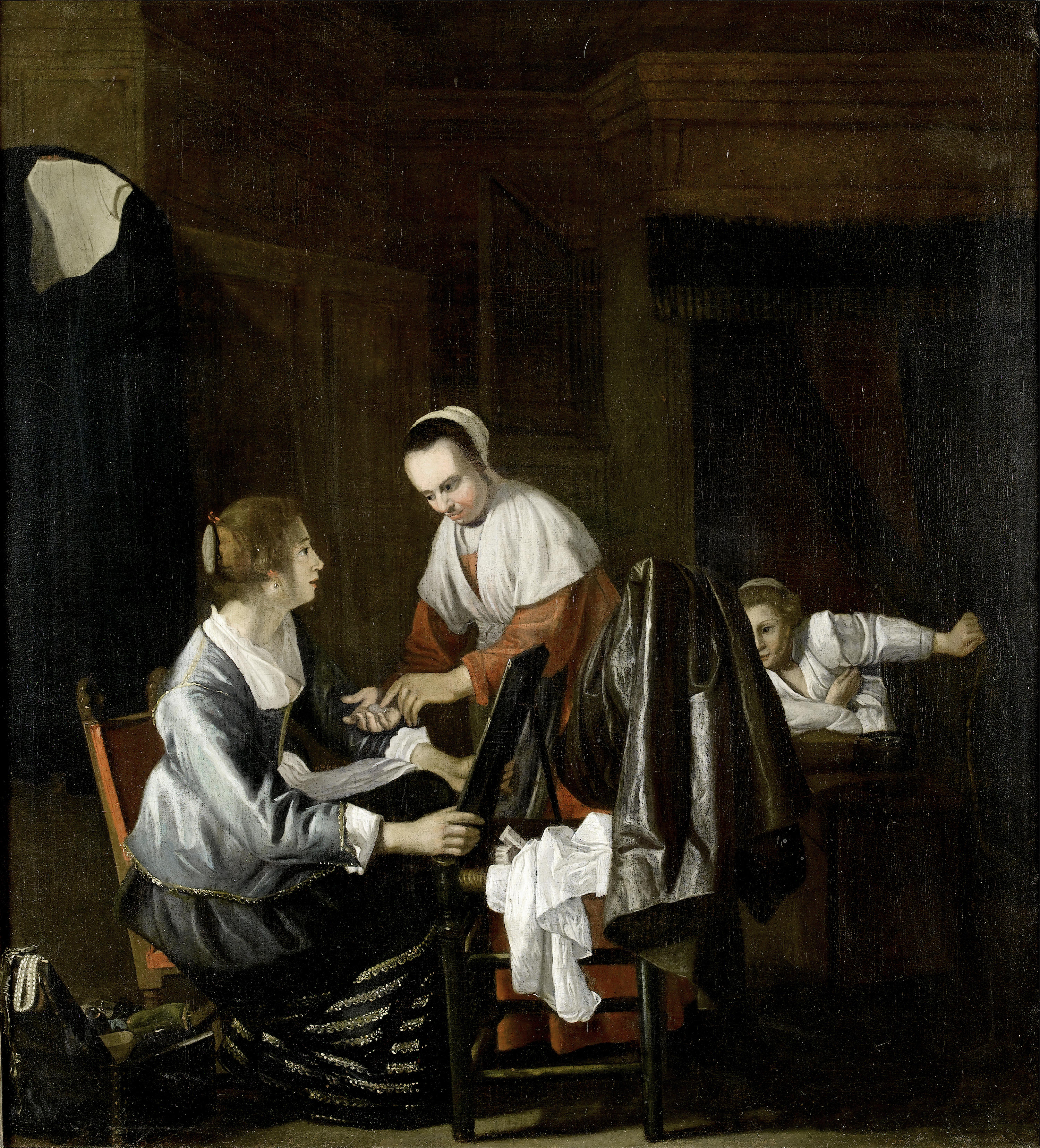
Intérieur élégant avec une marchande de tissu
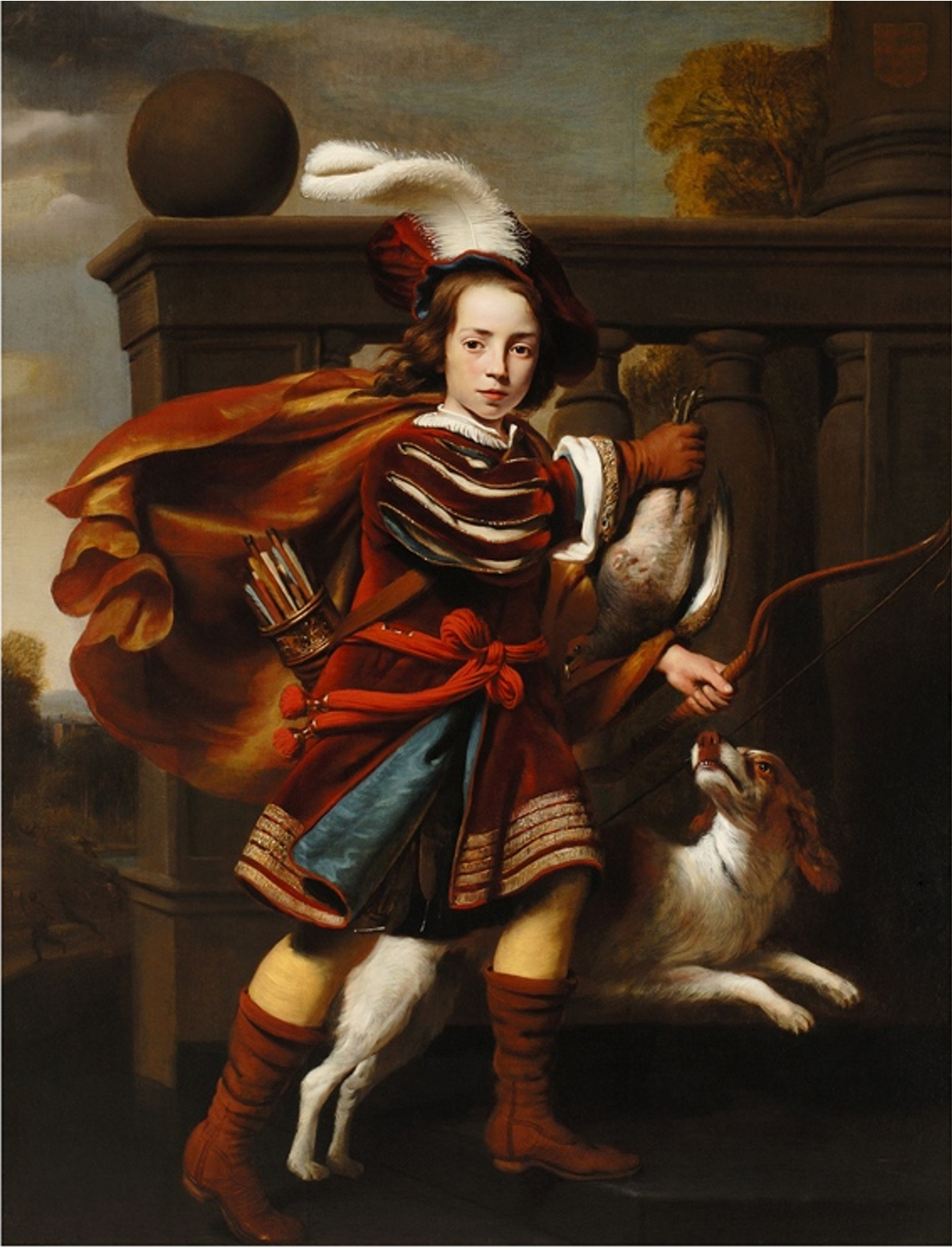
Portrait of a young boy as a hunter with his King Charles Spaniel
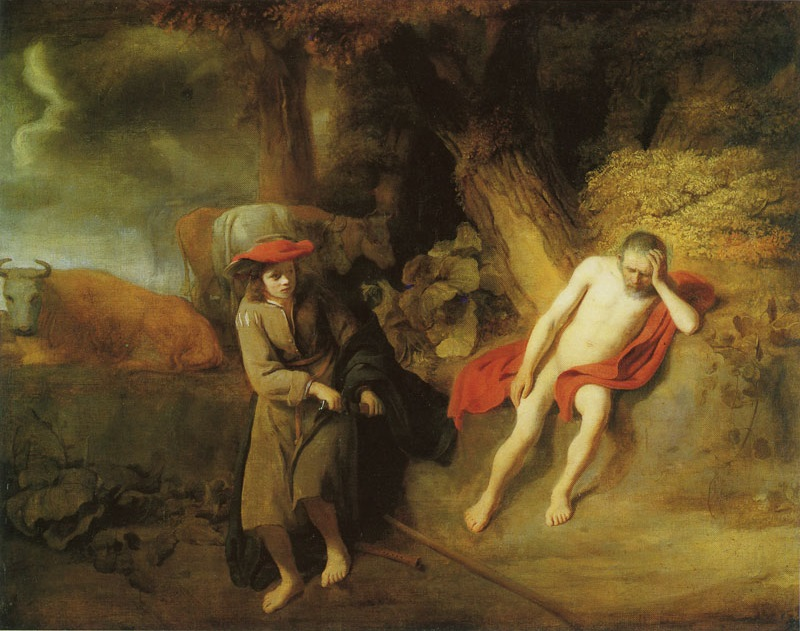
Mercurius, Argus et Io
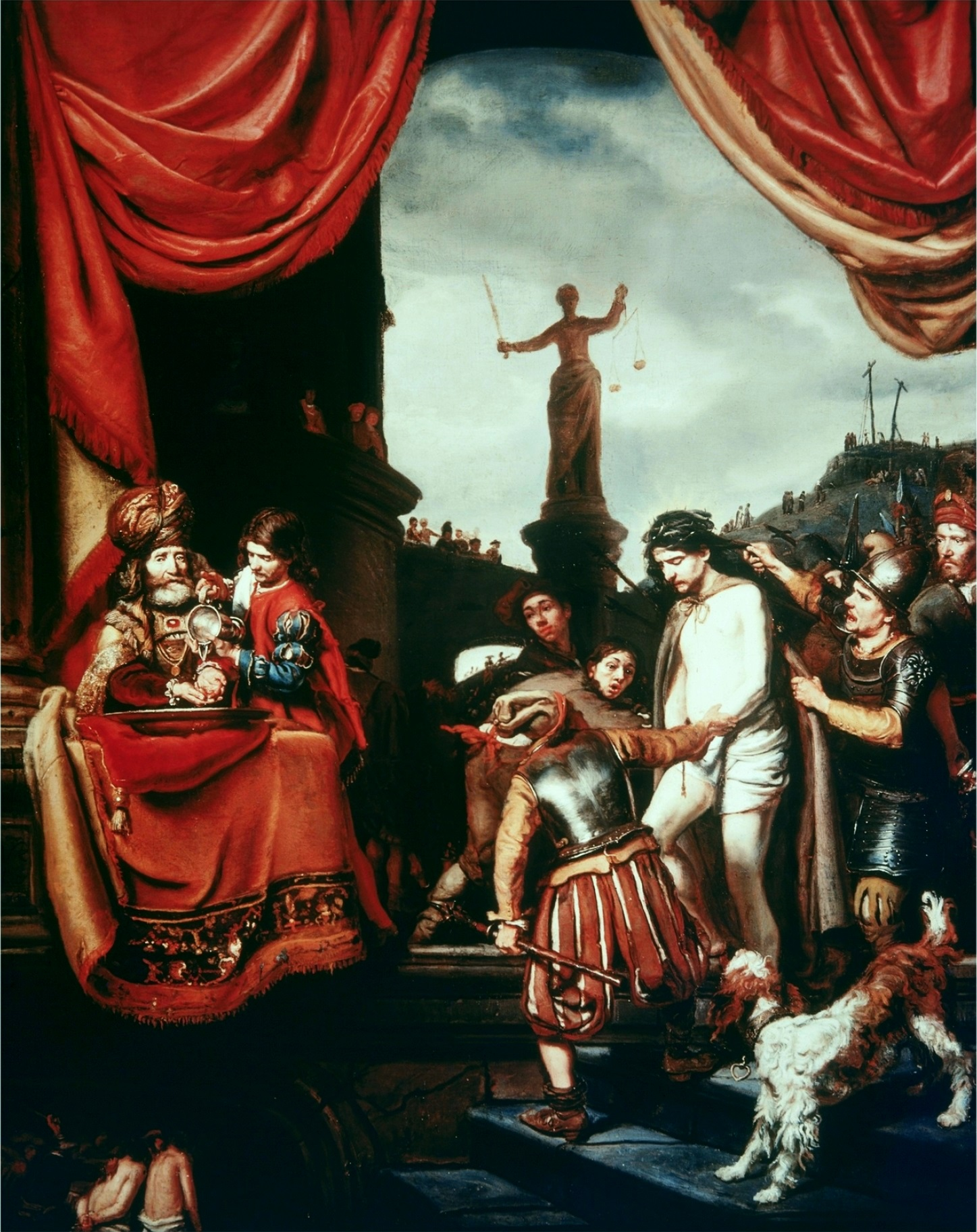
Christ devant Pilate
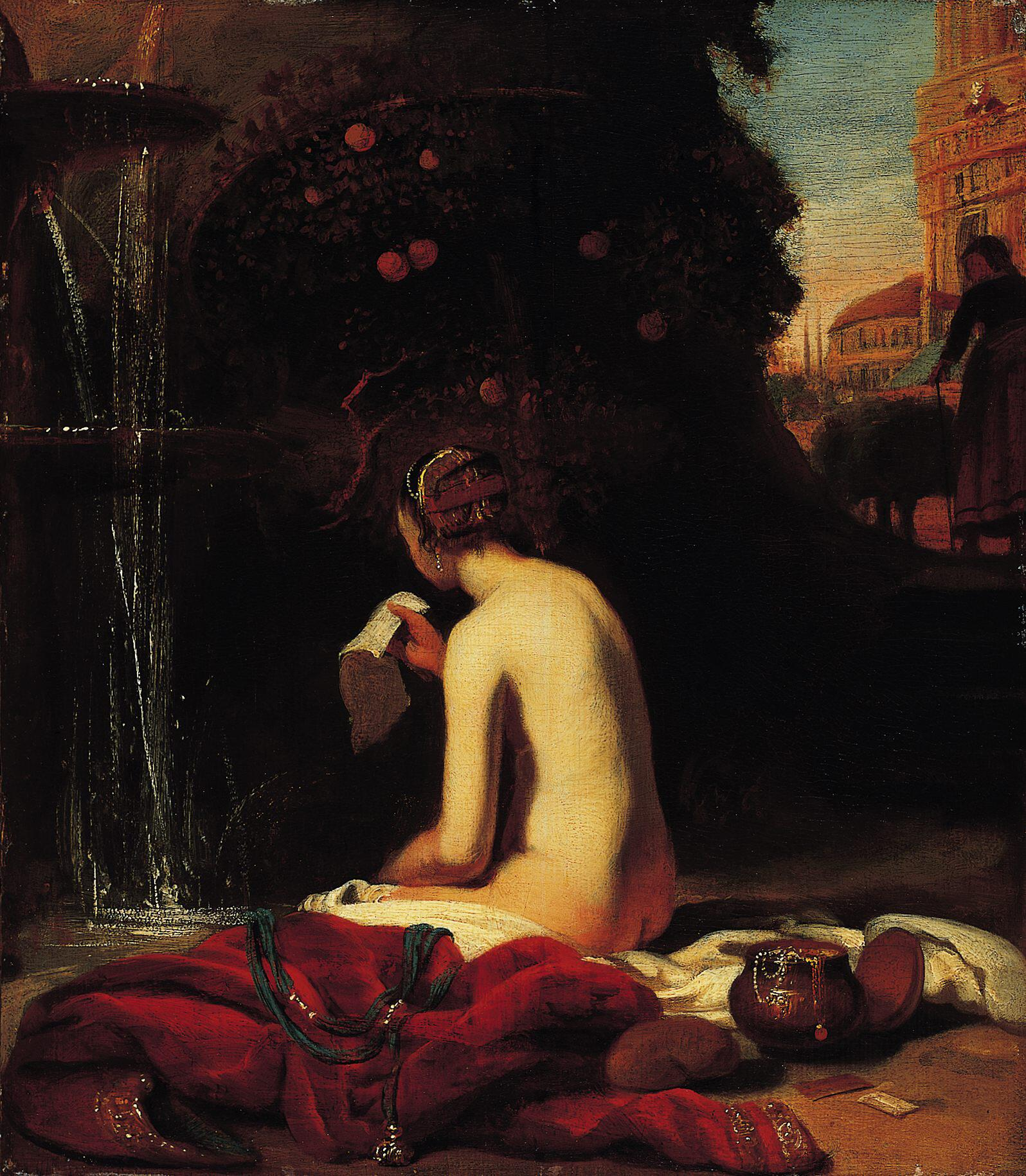
Bethsabée
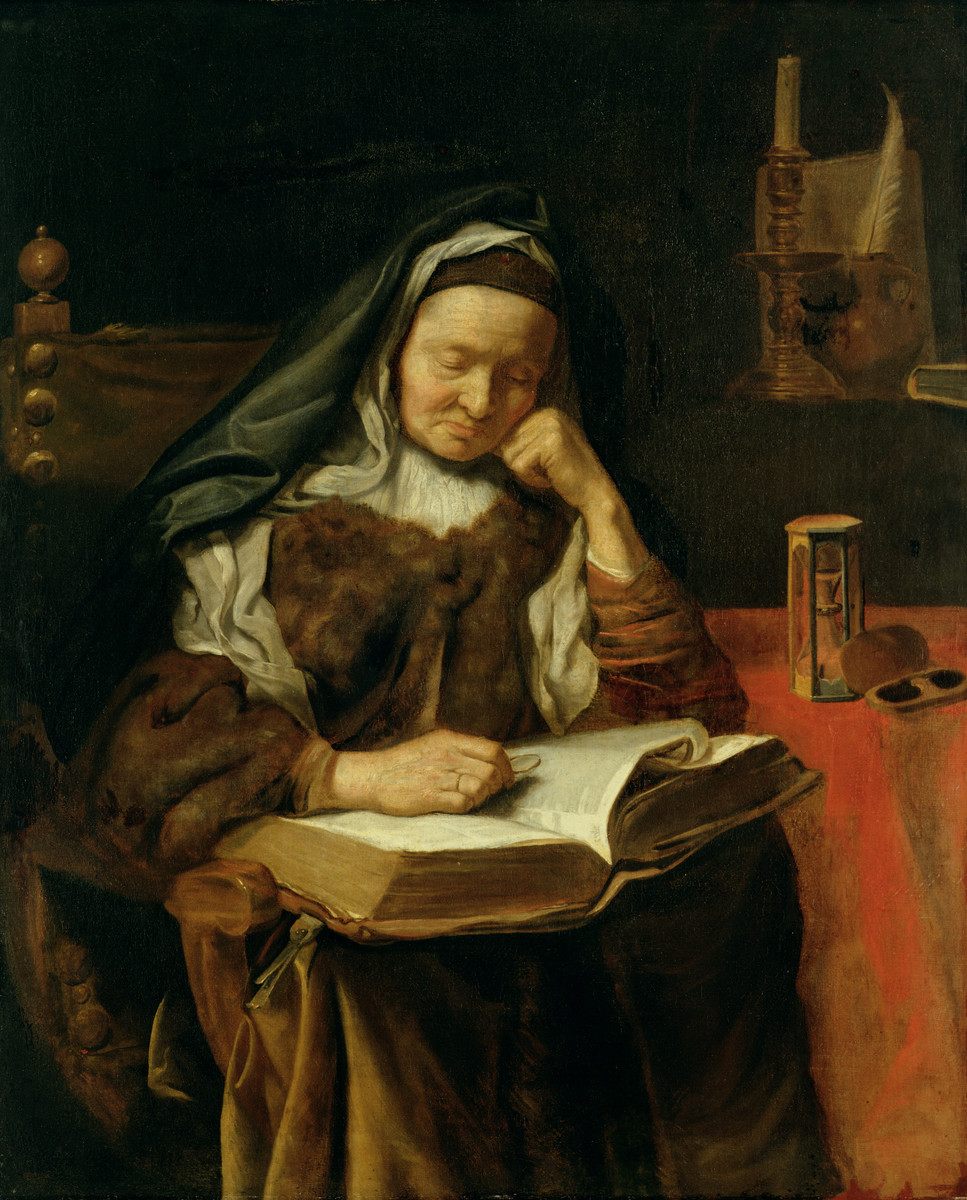
Vieille femme dormant
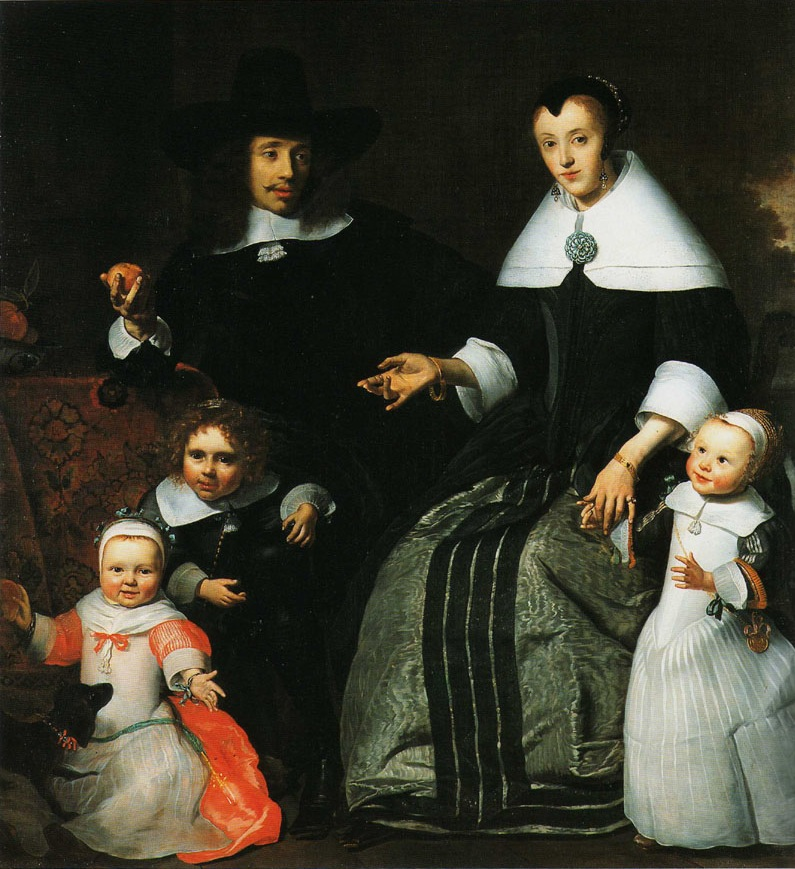
Portrait de famille
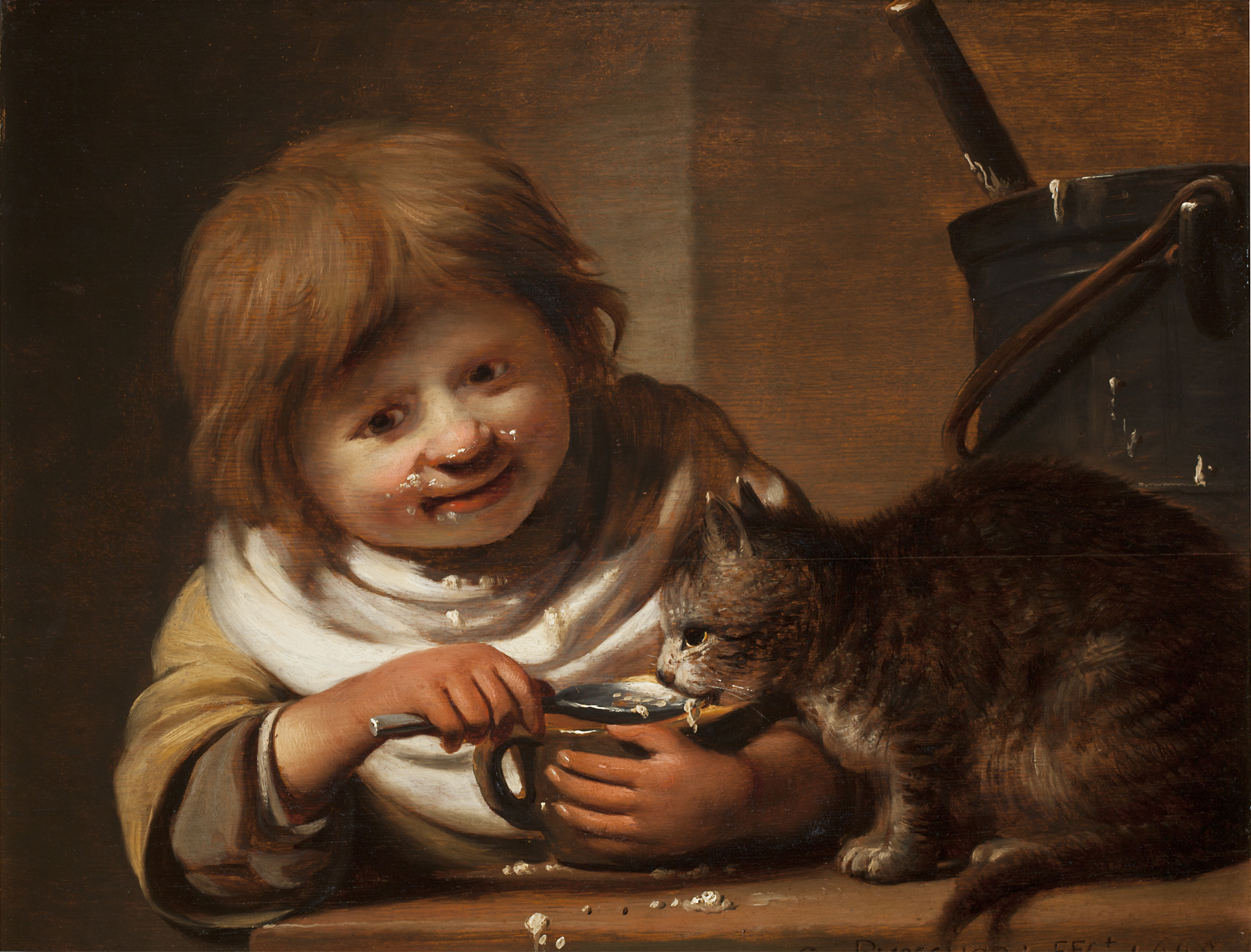
Garçon donnant de la nourriture à un chat